# Charas

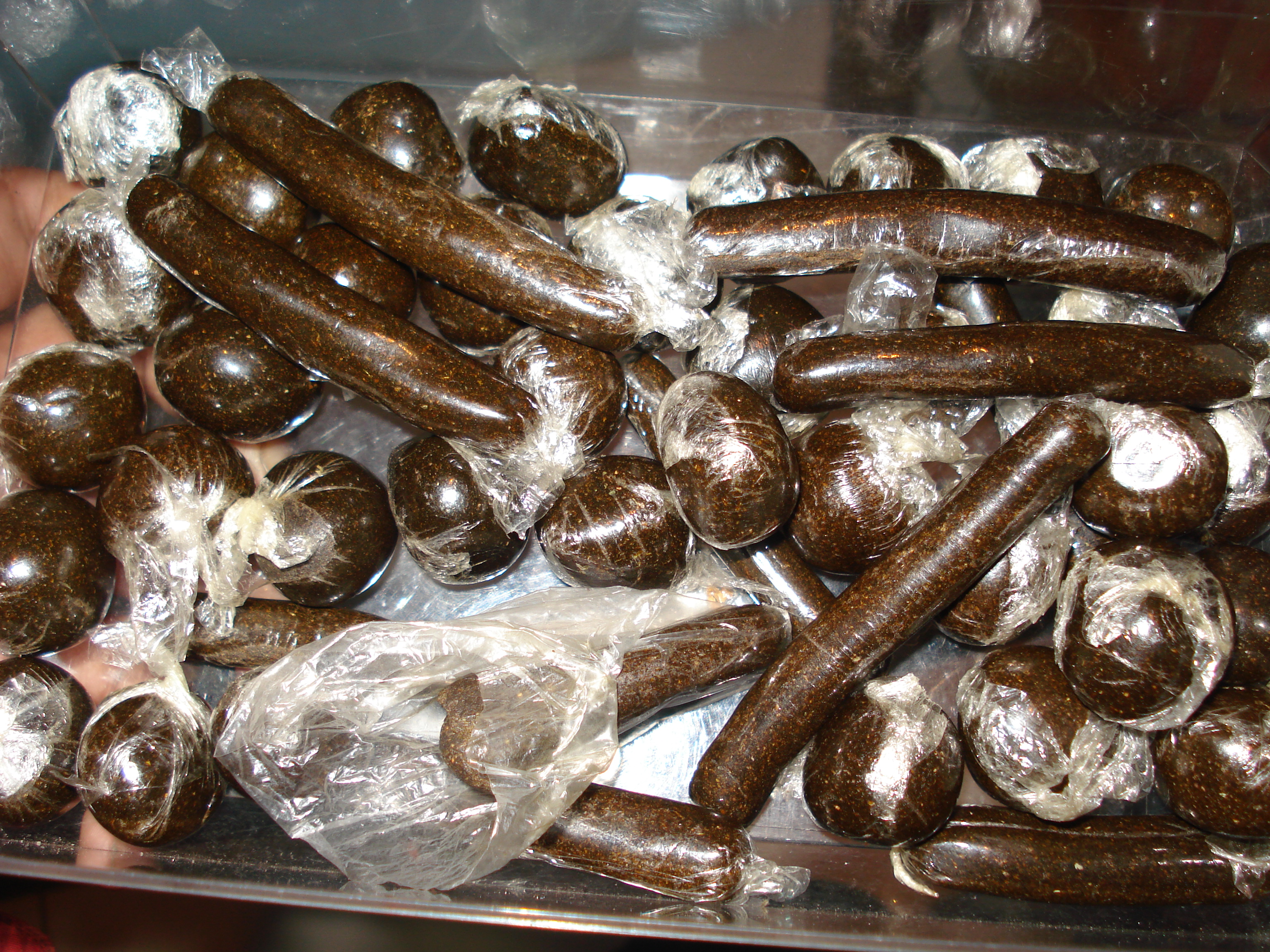
Palline e "Bastoncini" di charas

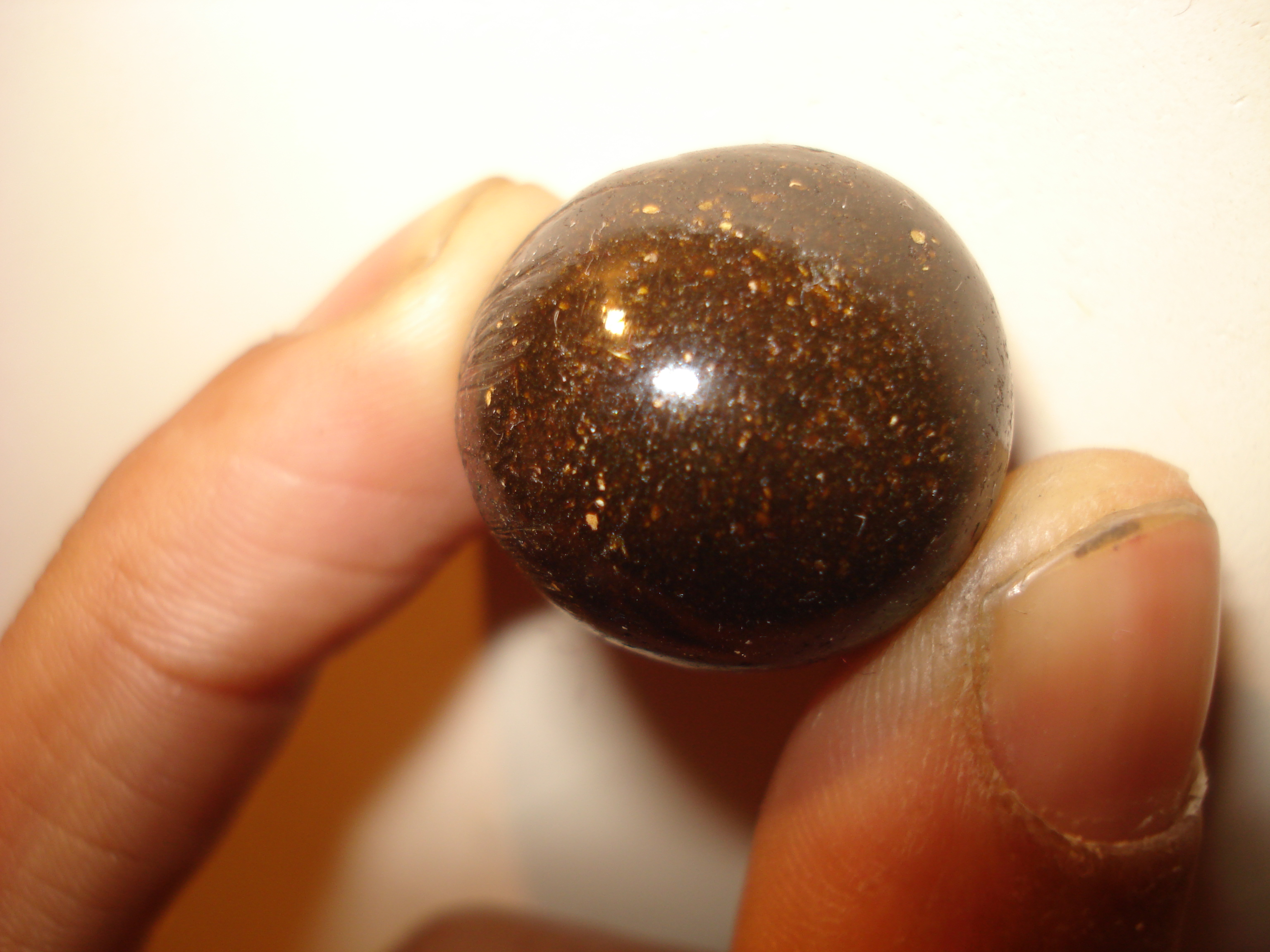
Pallina di charas

Il charas è un tipo di hashish prodotto dall'estrazione della resina di Cannabis e contiene la stessa sostanza psicoattiva della Cannabis (THC) che fa parte delle cosiddette "droghe leggere". Il vocabolo deriva da un'antica parola di origine himalaiana. 
Il charas ha origini prevalentemente indiane, e viene prodotto raccogliendo la resina delle piante di Cannabis strofinando le mani sulla parte inferiore sulle infiorescenze dalla pianta ancora fresca e successivamente raschiando il materiale dalla pelle formando delle palline. 
Si differenzia appunto dalle altre tipologie di hashish per la lavorazione che avviene, per il charas, per estrazione della resina da pianta viva, mentre per gli altri hashish consiste nello stacco dalle infiorescenze essiccate da piante morte, mediante la loro percussione. È grazie a questo tipo di lavorazione che la charas possiede un odore molto simile alla cannabis.
La sua scarsa disponibilità è dovuta, oltre al tipo di lavorazione, dalla distanza tra luogo di produzione e luogo di vendita, alla possibilità di produrre questa qualità di hashish soltanto nel periodo in cui le piante di cannabis sono fiorite, non essendo possibile lo stoccaggio per una successiva produzione, così come è possibile per gli hashish marocchini. La charas è un tipo di hashish pregiato, da molti fumatori considerato il migliore, molto amato e ricercato dai consumatori di cannabinoidi, data l'alta concentrazione di THC e la sua scarsissima disponibilità.
Uno dei principali luoghi di produzione del charas resta ad oggi il villaggio di Malana, nel nord dell'India, dove si produce la famosa "Malana Cream".

## Effetti indotti
Fra i vari effetti indotti dall'uso di tale sostanza, che viene generalmente fumata assieme al tabacco e anche ingerita, sono svariati, cambiano da persona a persona e dalle circostanze in cui la si assume e dall'esperienza del fumatore. I principali comunque sono: 
- Distorsione del reale (capacità recettive)

- Aumento delle percezioni sensoriali
- Rilassamento fisico e mentale
- Lieve abbassamento della pressione sanguignia
- Ilarità
- Tendenza a concentrarsi sul presente, ma non necessariamente sul reale
- Senso di appagamento per la situazione vissuta

Tali effetti sono profondamente condizionati da due fattori principali: il set (lo stato d'animo di chi consuma) e il setting (la compagnia con cui si trova il consumatore e il luogo dove avviene il consumo). La molecola che provoca gli effetti psicoattivi nell'hashish è il THC, o più precisamente il tetra-idro-cannabinolo, presente in quantità maggiore rispetto alla marijuana.

## Concentrato delle resine
La charas risulta essere un concentrato della resina ricavata dalla parte superiore delle cime della pianta.
Tale hashish viene prodotto nei seguenti paesi: India, Afghanistan, Pakistan, Nepal. A differenza dell'hashish originario del bacino Medio-Orientale e del Nord-Africa, La charas non è quasi mai venduta in panetti, ma in piccoli pezzettini di 5-10g incartati in pezzetti di plastica a volte di colori diversi per determinarne la qualità.

## Origine etimologica
Il termine charas deriva dalla composizione di queste due parole indiane "char" e "ras" letteralmente "quattro sapori". Secondo le tradizioni dei locali del nord India si riferisce a: Dio, la terra, le piante, l'uomo.

## Mitologia
Gli induisti delle zone del nord dell'India ritengono che la nascita delle piante di cannabis sia da attribuire a Shiva, una delle principali divinità indù, che, giunto alla sedicesima reincarnazione ebbe la sfortuna di perdere l'amore della sua amata Parvati, altra divinità del luogo, che lo rinnegò. Affranto da tale perdita egli si strappò un seme dalla coscia e lo gettò sulle montagne circostanti dando così origine alla crescita spontanea delle piante, dopodiché per compensare la mancanza della sua amata si dedicò fino alla sua morte al consumo della charas che lo aiutò a non sentire la mancanza della sua perduta donna.

## Aspetti socio-culturali
Ancora oggi la charas viene consumata dai sadhu indiani, gli asceti, per favorire la meditazione yoga, è frequente vederne far uso all'interno dei templi shivaiti del nord India, prima delle meditazioni. Nonostante la sostanza sia ufficialmente proibita dallo Stato indiano la sua diffusione e il suo utilizzo, radicato nelle tradizioni dei locali, è molto diffuso. La sostanza viene consumata dai locali all'interno di pipe dritte di terra cotta chiamate cylum.